# جوني جونسون
جوني جونسون (بالإنجليزية: Johnny Johnson)‏ (11 ديسمبر 1921 في المملكة المتحدة - 1 يناير 2003) هو لاعب كرة قدم بريطاني (وحمل سابقاً جنسية المملكة المتحدة لبريطانيا العظمى وأيرلندا) في مركز جناح ‏. لعب مع تونبريدج أنغلز وستوكبورت كونتي ونادي مارغيت ونادي ميلوول.